# Krombacher
Krombacher är ett tyskt ölmärke.

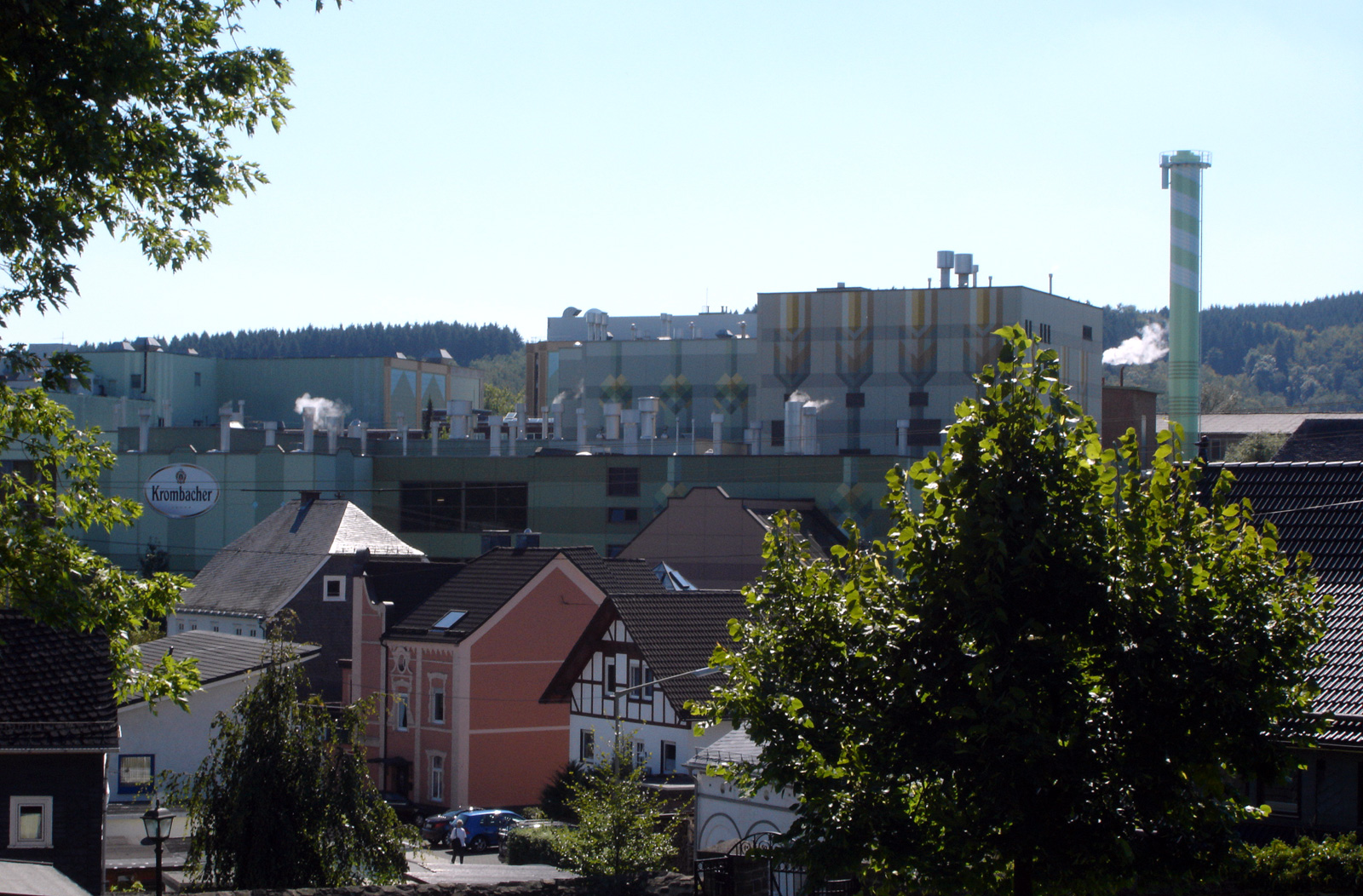
Krombacher bryggeri

Företaget grundades 1803 av Bernhard Schadeberg och har styrts av familjen Schadeberg i generationer.
Krombach är en förort till Kreuztal nära Siegen i sydöstra Nordrhein-Westfalen vid foten av Rothaargebirge där man tar vattnet för att producera ölet.

## Produkter
- Krombacher Pils - en vanlig pilsner
- Rhenania Alt - ett mörkt öl
- Krombacher Radler - en blandning som består av 50% Krombacher Pils och 50% lemonad
- Krombacher non-alcoholic - ett alkoholfritt öl
- Krombacher Cab - en blandning av Krombacher Pils, Cola och drakfruktsmak

Under 2006 bryggdes 5 708 000 hektoliter.

## Export 2005
- Italien 49,2%
- Spanien 16,4%
- Ryssland 7,4%
- Nederländerna 3,0%
- Storbritannien 3,0%
- Grekland 2,8%
- Frankrike 2,7%
- Övriga länder 15,5%